# Dagik jezik
Dagik jezik (buram, dagig, dengebu, masakin, masakin dagig, masakin gusar, reikha, thakik; ISO 639-3: dec), nigersko-kongoanski jezik uže kordofanske porodice, skupine talodi, kojim govori nepoznat broj osoba (ukupno s ngile-govornicima 38 000 ljudi (1982 SIL.) 
Govori se u provinciji Kordofan u planinama Nuba i Mesakin, Sudan. Zajedno s jezikom ngile čini podskupinu ngile-dengebu

## Vanjske poveznice
- Ethnologue (14th)
- Ethnologue (15th)